# Les Douaniers
Les Douaniers est une nouvelle des Lettres de mon moulin d'Alphonse Daudet. 

## Publication
Les Douaniers est initialement publié dans le quotidien Le Bien public du 11 février 1873 dans la série Les Contes du lundi, avant d'être inséré dans le recueil Robert Helmont de Daudet en 1874,.
À l'instar des Étoiles, des Sauterelles, des Oranges et d'En Camargue, l’œuvre figure ensuite dans l'édition dite « définitive » des Lettres de mon moulin, publiée par Alphonse Lemerre en 1879.

## Résumé
La nouvelle évoque les conditions de vie difficiles des douaniers dans la seconde moitié du XIXe siècle, et s'attache à l'histoire, sur le bateau l’Émilie, de Palombo, « petit Bonifacien hâlé et trapu », qui, victime d'une pleurésie (une pountura), se meurt « loin des siens, sans secours », ; « les poitrines se gonflaient et l’on entendait de gros soupirs. C’est tout ce qu’arrachait à ces ouvriers de la mer, patients et doux, le sentiment de leur propre infortune. Pas de révoltes, pas de grèves. Un soupir, et rien de plus !… »

## Adaptation
Les Douaniers a été enregistré par Fernandel.